# Романов Василь Олександрович
Василь Олександрович (7 липня 1907, Гатчина, Санкт-Петербурзька губернія — 24 червня 1989, Вудсайд, Каліфорнія) — князь імператорської крові, молодший син великого князя Олександра Михайловича і великої княгині Ксенії Олександрівни. Онук імператора Олександра III за материнською лінією, і правнук імператора Миколи I по прямій чоловічій лінії.
З народження був генеалогічно наймолодшим з усіх чоловіків Голштейн-Готторп-Романових.

## Дитинство та юність
Князь Імператорської Крові Василь Олександрович народився в імператорському палаці в Гатчині. Дитина була така слабка, що лікарі боялися за його життя. Немовляти довелося охрестити відразу ж, без будь-якої пишності, що відповідає найяснішому синові. Незабаром після його народження його батьки почали жити окремо. Князь Василь провів свої ранні роки в імперській Росії під час правління свого дядька по материнській лінії царя Миколи II.
Коли в Росії спалахнула Лютнева революція Василеві Олександровичу було лише десять років. Під час падіння російської монархії в лютому 1917 року він перебував у кримському маєтку батька Ай-Тодор. До кінця березня обидва його батьки, всі брати й сестри і їх бабуся імператриця Марія Федорівна також були в Криму. Батько Василя у своїх спогадах поділився анекдотом про те, як один революціонер намагався вселити Василю віру в революційні ідеали: «Він звертався до хлопчика мовою Робесп'єра, щоб у всіх деталях дотримуватися зразка. Мій син виправляв його. Моя дружина засміялася, але я відчув дивне передчуття небезпеки».
Після більшовицького перевороту, коли більшовики захопили владу в жовтні 1917 року, князь Василь разом зі своїми батьками, братами й сестрами та бабусею вдовуючою імператрицею були поміщені під домашній арешт в Ай-Тодорі. 11 березня 1918 року їх разом з іншими родичами Романових перевели в Дюльбер, маєток великого князя Петра Миколайовича в Криму. Він уникнув долі низки своїх родичів Романових, які були ув'язнені, і були вбиті більшовиками, коли він був звільнений разом з Романовими у своїй групі німецькими військами в травні 1918 року.
У віці дванадцяти років, 1919 року, разом з батьками залишив Росію під час Кримської евакуації 1919 року на борту лінкора британського королівського флоту «Мальборо». В еміграції юний князь ріс при матері спочатку в Данії, а потім в Англії. Коштів постійно не вистачало, і свого часу Василь Олександрович навіть працював шофером у Копенгагені. У Лондоні він закінчив школу, і 1928 року поїхав до США в пошуках кращого.

## Життя у США
У США Василь Олександрович вступив до сільськогосподарського університету в Сакраменто, який успішно закінчив. Після закінчення навчання працював у компанії California packing, проводячи експерименти з вирощування помідорів у теплиці та у воді, потім працював службовцем, біржовим маклером, містив салон краси в Цинциннаті, а також працював на фірму Сікорського, яка робила вертольоти. Під час Другої світової війни служив в армії США простим робітником на судах біля Каліфорнійського узбережжя.
«Разом із дружиною Наталією Олександрівною він жив у затишній віллі приблизно за тридцять кілометрів на південь від Сан-Франциско, у неймовірній сільській ідилії із зеленню та величезними деревами, дикими козулями та напівручними кішками, з яких двом дозволялося заходити до будинку (…) теж, швидше, за старою російською міркою середнього зросту, у нього добре живе обличчя, на якому надрукувалися сліди його хвороб».
Влаштувавшись у Каліфорнії, Василь Олександрович прийняв пропозицію стати почесним куратором російського архіву Гуверського університету. Після початку перебудови в СРСР князь разом із сім'єю став ще пильніше стежити за подіями на Батьківщині. Хоча він залишався запеклим критиком комунізму, реформи Михайла Горбачова здивували й схвилювали його, він дуже сподівався успіху політики перебудови. Шведський журналіст. Скотт, який взяв інтерв'ю у Василя Олександровича, писав: «Усі троє з великим здивуванням дізналися, що вулицями Москви під час мітингів носять російський триколірний прапор, і з цікавістю розпитували, що показують шведським телебаченням про перебудову в СРСР».
Помер князь Василь Олександрович 24 червня 1989 року у Вудсайді, Каліфорнія. 7 липня князя Василя Олександровича відспівували у Троїцькому соборі Сан-Франциско. Почесну варту біля труни несли кадети. Поховали князя Василя Олександровича на Сербському цвинтарі поряд із дружиною.

## Сім'я
Одружився 31 липня 1931 року в Нью-Йорку на князівні Наталі Олександрівні Голіциній (26 жовтня 1907 — 28 березня 1989), дочці князя Олександра Володимировича Голіцина (1876–1951) і Любові Володимирівни, уродженої Глібової (1882–1948). Княгиня Наталія Олександрівна була сестрою оскароносного художника Олександра Голіцина (1908–2005) та двоюрідною сестрою актора Петра Глєбова (1915–2000).
У шлюбі народилася дочка Марина (нар. 22 травня 1940 року в Сан-Франциско), з 8 січня 1967 — дружина Вільяма Лоуренса Бідлестона (нар. 1938). Подружжя розлучене, має чотирьох дітей:
- Тетяна (нар. 18 травня 1968, Нью-Йорк);
- Олександра (нар. 19 травня 1970, Нью-Йорк);
- Ніколас (нар. 22 листопада 1971, Нью-Йорк);
- Наталія (нар. 30 вересня 1976, Нью-Йорк).

Князь Василь Олександрович ніколи не визнавав династичних прав кирилівської гілки (нащадки великого князя Кирила Володимировича) на престол. Багаторазово письмово й усно виступав проти дій свого троюрідного брата князя Володимира Кириловича. Після смерті князя Дмитра Олександровича очолив Об'єднання членів роду Романових, організацію, яка об'єднує більшу частину нащадків родини Романових.

## Герб
Часто стверджують, що шлюб Василя з княжною Голіциною був морганатичним. Однак біограф Романових Пітер Брук вважає, що це було так само прийнятно з династичної точки зору, як шлюб Багратіона з двоюрідним братом Василя, великим князем Володимиром Кириловичем. Після вимирання роду Корецьких у XVII столітті Голіцини претендували на династичний старшинство в серед Гедиміновичів. Гедиміновичі — династія монархів Великого князівства Литовського, яка правила з XIV по XVI століття, і імператор Петро I дозволив Голіциним включити герб Великого князівства Литовського у свій герб.